# اختیاریه (برنامه تلویزیونی)
برنامه تلویزیونی اختیاریه با اجرای سید مرتضی فاطمی، از بهمن ماه سال ۱۳۹۷ با محوریت گفتگوهایی صریح و شفاف با شخصیت‌های شناخته شده روی آنتن رفت و در آن مباحثی فرامتنی با مهمانانی که در متن جامعه هستند، انجام می‌شود.
این برنامه در اسفند ۹۷ و فروردین ۹۸ سه شنبه، چهارشنبه و پنجشنبه هر هفته ساعت ۲۲ روی آنتن شبکه ۵ سیما می‌رفت، با شروع ماه مبارک رمضان همراه با تغییر روز و ساعت پخش که به هر روز و ۱ ساعت قبل از افطار پخش می‌شد، کارگردان آن به مصطفی امامی سپرده شد.

## حواشی
کارگردانی این مجموعه که در اسفند ۹۷ و فروردین ۹۸ به عهده فواد صفاریان پور بود به یک‌باره و با شروع ماه مبارک رمضان به مصطفی امامی که پیش تر در شبکه مجازی تی‌وی پلاس به عنوان گزارشگر فعال بود و اجرای برنامه تلویزیونی شما و آی‌فیلم شبکه آی‌فیلم را برعهده داشت، واگذار شد. هنوز دلیل این اقدام مشخص نشده و از نام فواد صفاریان پور فقط در پایان تیتراژ و در بخش تشکرها یاد شد.
مجموعه‌ای متشکل از روزنامه نگاران سال‌های اخیر رسانه‌های ایران در ترکیب تیم پژوهش این برنامه هستند. گفتگوی این برنامه با چهره‌هایی همچون جمشید مشایخی، مسعود دهنمکی، نادر قاضی پور و… جنجال‌هایی به پا کرد. همچنین پرواز همای، خواننده مطرح موسیقی ایران اولین گفتگوی تلویزیونی خود در رسانه ملی ایران را با این برنامه انجام داد.
این برنامه در رمضان سال ۹۸ به عنوان ویژه برنامه رمضانی شبکه پنج و با نام «اختیاریه؛ شهر باران» روی آنتن رفت.

## قالب برنامه
یک تاک‌شوی چالشی و صریح تلویزیونی که مجری به مدت حدود یک ساعت رو در رو با میهمان سؤال می‌کند. مخاطبان در انتها به صراحت یا محافظه کاری میهمان رای می‌دهند.

## گزیده میهمانان
| هفته  | میهمانان            | میهمانان             | میهمانان            |
| ----- | ------------------- | -------------------- | ------------------- |
| اول   | پرواز همای          | نادر قاضی پور        | کامبیز دیرباز       |
| دوم   | مرضیه هاشمی         | مهدی تاج             | مهدی شادمانی        |
| سوم   | جمشید مشایخی        | پرویز فتاح           | ابراهیم داروغه زاده |
| چهارم | سید مصطفی هاشمی طبا | خسرو معتضد           | ---                 |
| پنجم  | علی اصغر پیوندی     | علی رضا نیکبخت واحدی | مسعود ده نمکی       |